# Mangora chicanna
Mangora chicanna là một loài nhện trong họ Araneidae.
Loài này thuộc chi Mangora. Mangora chicanna được Herbert Walter Levi miêu tả năm 2005.